# Primera División (Chile) 1975
Die Primera División 1975, auch unter dem Namen 1975 Campeonato Nacional de Fútbol Profesional bekannt, war die 43. Saison der Primera División, der höchsten Spielklasse im Fußball in Chile.
Die Meisterschaft gewann das Team von Unión Española, das sich damit für die Copa Libertadores 1976 qualifizierte. Es war der vierte Meisterschaftstitel für den Klub. Zudem qualifizierte sich auch CD Palestino für die Copa Libertadores, das sich in der Liguilla durchsetzen konnte. Der Tabellenletzte CD O’Higgins und der Relegationsverlierer CD Magallanes stiegen in die zweite Liga ab. Die Copa Chile gewann CD Palestino.

## Modus
Die 18 Teams spielen jeder gegen jeden mit Hin- und Rückspiel. Meister ist die Mannschaft mit den meisten Punkten und qualifiziert sich für die Copa Libertadores. Bei Punktgleichheit entscheidet ein Entscheidungsspiel um die bessere Position, wenn es um die Meisterschaft oder um den Klassenerhalt geht. In den anderen Fällen entscheidet das Torverhältnis. Der Letzte und Vorletzte der Tabelle steigen in die zweite Liga ab. Der Pokalsieger und die Vereine auf den Tabellenplätzen 2 bis 4 spielen eine Liguilla um den zweiten Startplatz der Copa Libertadores. Sollte der Pokalsieger über die Liga qualifiziert sein, rückt der Tabellenfünfte nach. Bei Punktgleichheit gibt es ein Entscheidungsspiel.

## Teilnehmer
Für die beiden Absteiger Unión San Felipe und Unión La Calera spielen Aufsteiger Everton und Santiago Morning in dieser Primera División-Saison. Folgende Vereine nahmen daher an der Meisterschaft 1975 teil:
| Mannschaft           | Stadt             |
| -------------------- | ----------------- |
| Regional Antofagasta | Antofagasta       |
| CD Aviación          | Santiago de Chile |
| CSD Colo-Colo        | Santiago de Chile |
| Deportes Concepción  | Concepción        |
| Deportes La Serena   | La Serena         |
| Green Cross Temuco   | Temuco            |
| Everton              | Viña del Mar      |
| CD Huachipato        | Talcahuano        |
| Lota Schwager        | Coronel           |
| CD Magallanes        | Santiago de Chile |
| Naval de Talcahuano  | Talcahuano        |
| CD O’Higgins         | Rancagua          |
| CD Palestino         | Santiago de Chile |
| Rangers de Talca     | Talca             |
| Santiago Morning     | Santiago de Chile |
| Santiago Wanderers   | Valparaíso        |
| Unión Española       | Santiago de Chile |
| Universidad de Chile | Santiago de Chile |

## Tabelle
| Pl.                       | Verein               | Sp. | S  | U  | N  | Tore    | Diff. | Punkte |
| ------------------------- | -------------------- | --- | -- | -- | -- | ------- | ----- | ------ |
| 1.                        | Unión Española       | 34  | 20 | 10 | 4  | 076:360 | +40   | 50     |
| 2.                        | Deportes Concepción  | 34  | 20 | 8  | 6  | 056:300 | +26   | 48     |
| 3.                        | CD Huachipato (M)    | 34  | 18 | 6  | 10 | 057:400 | +17   | 42     |
| 4.                        | Green Cross Temuco   | 34  | 15 | 12 | 7  | 051:380 | +13   | 42     |
| 5.                        | CD Palestino         | 34  | 13 | 13 | 8  | 066:490 | +17   | 39     |
| 6.                        | CSD Colo-Colo (P)    | 34  | 16 | 7  | 11 | 056:440 | +12   | 39     |
| 7.                        | Lota Schwager        | 34  | 14 | 9  | 11 | 044:460 | −2    | 37     |
| 8.                        | Santiago Morning (N) | 34  | 13 | 7  | 14 | 058:670 | −9    | 33     |
| 9.                        | Regional Antofagasta | 34  | 9  | 13 | 12 | 064:620 | +2    | 31     |
| 10.                       | Santiago Wanderers   | 34  | 9  | 12 | 13 | 033:430 | −10   | 30     |
| 11.                       | Deportes La Serena   | 34  | 11 | 8  | 15 | 050:610 | −11   | 30     |
| 12.                       | Everton (N)          | 34  | 8  | 13 | 13 | 057:590 | −2    | 29     |
| 13.                       | Universidad de Chile | 34  | 10 | 9  | 15 | 050:560 | −6    | 29     |
| 14.                       | Naval de Talcahuano  | 34  | 9  | 11 | 14 | 032:470 | −15   | 29     |
| 15.                       | Rangers de Talca     | 34  | 9  | 9  | 16 | 050:660 | −16   | 27     |
| 16.                       | CD Magallanes        | 34  | 9  | 8  | 17 | 045:650 | −20   | 26     |
| 17.                       | CD Aviación          | 34  | 8  | 10 | 16 | 040:630 | −23   | 26     |
| 18.                       | CD O’Higgins         | 34  | 8  | 9  | 17 | 046:590 | −13   | 25     |
| Quelle: , Stand: Endstand |                      |     |    |    |    |         |       |        |

| (M) | Vorjahresmeister     |
| (P) | Vorjahrespokalsieger |
| (N) | Aufsteiger           |

## Relegationsspiel
|               | Ergebnis |             |
| ------------- | -------- | ----------- |
| CD Magallanes | 0:1      | CD Aviación |

Damit spielt der CD Aviación weiterhin in der Primera División und CD Magallanes steigt in die Segunda División ab.

## Beste Torschützen
| Rang | Spieler          | Klub               | Tore |
| ---- | ---------------- | ------------------ | ---- |
| 1    | Víctor Pizarro   | Santiago Morning   | 27   |
| 2    | Sergio González  | Everton            | 20   |
| 3    | Alberto Hidalgo  | CD Palestino       | 19   |
| 4    | Francisco Cuevas | CD O’Higgins       | 18   |
| 5    | Enrique Graf     | Green Cross Temuco | 17   |

## Liguilla
| Pl. | Verein              | Sp. | S | U | N | Tore    | Diff. | Punkte |
| --- | ------------------- | --- | - | - | - | ------- | ----- | ------ |
| 1.  | CD Palestino        | 3   | 1 | 2 | 0 | 006:400 | +2    | 04     |
| 2.  | Deportes Concepción | 3   | 1 | 1 | 1 | 004:400 | ±0    | 03     |
| 3.  | CD Huachipato (M)   | 3   | 1 | 1 | 1 | 003:300 | ±0    | 03     |
| 4.  | Green Cross Temuco  | 3   | 0 | 2 | 1 | 003:500 | −2    | 02     |